# Weyrauchia nobilis
Weyrauchia nobilis là một loài bọ cánh cứng trong họ Cerambycidae.